# Red Orchestra 2: Heroes of Stalingrad
Red Orchestra 2: Heroes of Stalingrad, é um jogo eletrônico do gênero tiro em primeira pessoa ambiantado na Segunda Guerra Mundial desenvolvido e publicado pela Tripwire Interactive. É a continuação de Red Orchestra: Ostfront 41-45. O título se concentra fortemente na Batalha de Stalingrado. O jogo foi lançado em 13 de setembro de 2011.  Os desenvolvedores afirmam que o jogo é exclusivo para PC e não há planos de trazê-lo para consoles. O jogo contém muitos recursos novos, incluindo um novo sistema de cobertura em primeira pessoa combinado com disparo cego, detecção de colisão em primeira pessoa, bem como todo um sistema novo de estatísticas de rastreamento e permitindo o desenvolvimento do jogador.